# Montamisé
Montamisé är en kommun i departementet Vienne i regionen Nouvelle-Aquitaine i västra Frankrike. Kommunen ligger i kantonen Poitiers 7e Canton som tillhör arrondissementet Poitiers. År 2022 hade Montamisé 3 710 invånare.

## Befolkningsutveckling
Antalet invånare i kommunen Montamisé
| Referens: INSEE |